# Povrazník
Povrazník (in tedesco Seilersdorf, in ungherese Póráz) è un comune della Slovacchia facente parte del distretto di Banská Bystrica, nella regione omonima.

## Storia
Il villaggio venne fondato nel 1424 da montanari tedeschi. Nel XIII secolo appartenne alla Signoria di Ľupča e nel XV secolo alla città di Ľubietová.